# 黄氏鸾 (足球运动员)
黄氏鸾（1995年2月6日—），越南女子足球运动员，司职后卫，目前效力于河内I女子足球俱乐部和越南国家女子足球队。她曾代表越南参加2023年国际足联女子世界杯。